# Macrophiothrix coerulea
Macrophiothrix coerulea is een slangster uit de familie Ophiotrichidae.
De wetenschappelijke naam van de soort werd in 1930 gepubliceerd door Alexander Michailovitsch Djakonov.